# Pierre Part

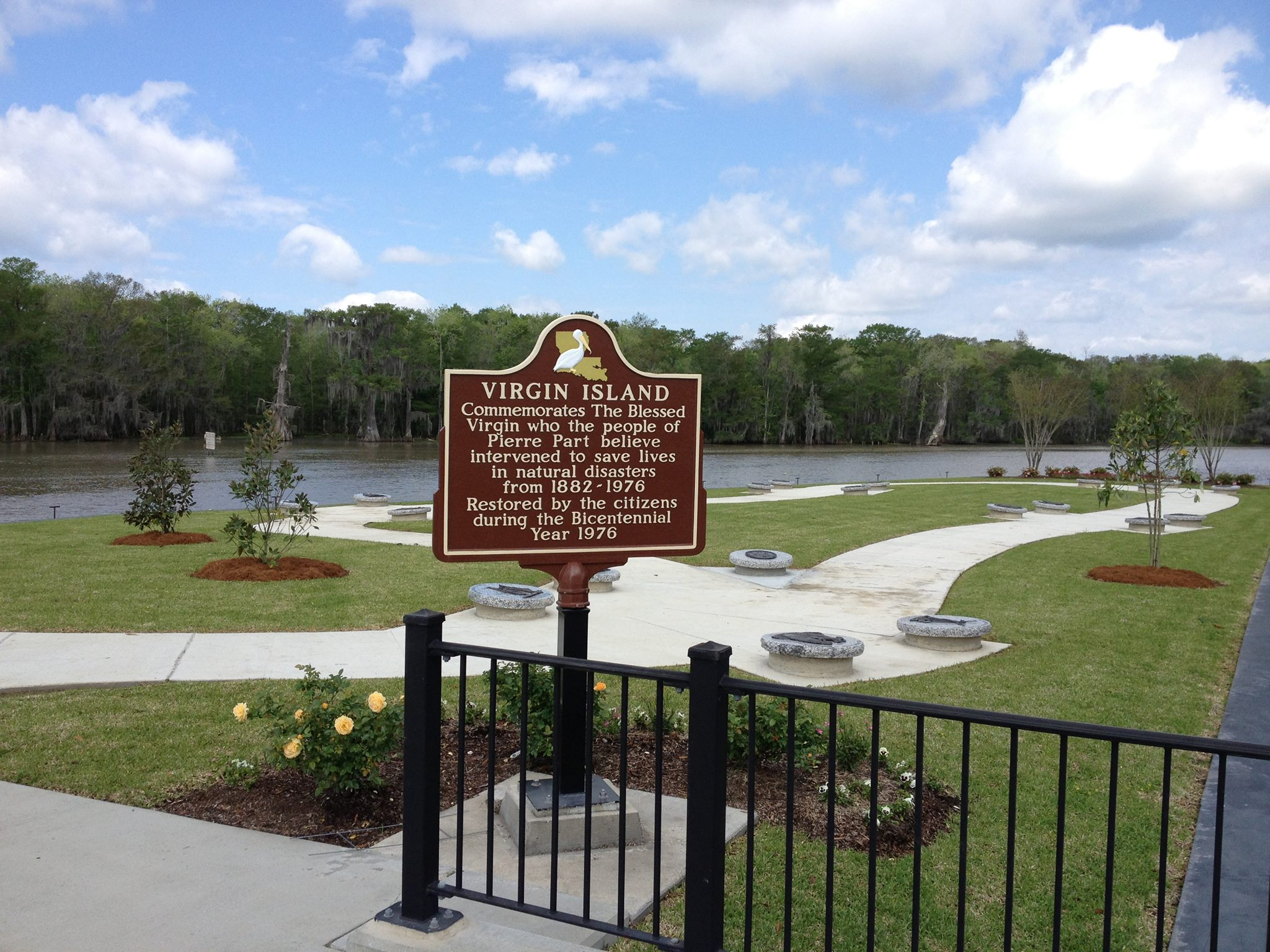
Virgin Island

Pierre Part – jednostka osadnicza w Stanach Zjednoczonych, w stanie Luizjana, w parafii Assumption.